# 지방도 제645호선
지방도 제645호선은 충청남도 계룡시 엄사면 유동삼거리와 아산시 선장면 선장사거리를 잇는 충청남도의 지방도이다.
공주시 탄천면에서 탄천 나들목과 접속하고 있어 논산천안고속도로를 이용할 수 있으며, 예산군 신양면에서 신양 나들목과 접속하고 있어 서산영덕고속도로를 이용할 수 있다.

## 연혁
- 2003년 2월 20일 : 지방도 노선 폐지 및 재지정으로 총연장이 107.6km에서 107.7km로 변경[1]
- 2004년 12월 10일 : 청양군 청남면 중산리 ~ 동강리 2.41 km 구간 개통[2]
- 2008년 12월 22일 : 청양군 청양읍 교월리 ~ 예산군 신양면 대덕리 17.2 km 구간이 국가지원지방도 제70호선으로 승격[3] 되면서 노선 연장을 107.7km에서 90.5km로 17.2 km 단축.[4]
- 2009년 12월 31일 : 공주시 탄천면 장선리 520m 구간 개통, 기존 240m 구간 폐지[5]
- 2012년 7월 1일 : 지방도 노선 조정[6]
- 2014년 1월 20일 : 공주시 탄천면 안영리 1.575 km 구간 개통[7]
- 2017년 8월 10일 : 노선 연장을 107.52km에서 110.02km로 2.5 km 연장[8]
- 2017년 12월 29일 : 노선 연장을 110.02km에서 110.08km로 60m 연장[9]
- 2024년 1월 15일 : 도고 신언리 우회도로(아산시 도고면 신언리) 900m 구간 신설 개통, 기존 신언리 내부 구간 폐지[10]

## 주요 경유지
- 계룡시
  - 엄사면 유동삼거리 - (미개통 구간 : 유동리 - 광석리 - 도곡리)
- 논산시
  - 연산면 (미개통 구간 : 어은리)
  - 상월면 (미개통 구간 : 한천리)
  - 노성면 (미개통 구간 : 고촌리 - 읍내리) - 노성합동정류소 - 노성농협 - 송당리 - 병사리 - 죽림리 - 장마루삼거리
- 공주시
  - 탄천면 노티교 - 노티교 북단 - 장안교 - 탄천 나들목 - 탄천산업단지 - 안영리 - 진고개삼거리 - 진고개 - 삼각리 - 탄천면삼거리 - 삼각교 - 탄천면사무소 - 탄천중학교, 탄천초등학교 - 송학리 - 성리 교차로 - 분강 교차로
- 부여군
  - 부여읍 오촌 교차로 - 지석 교차로 - 왕진 교차로 - 왕진교
- 청양군
  - 청남면 왕진교 - 중동교사거리 - 중동교 - 중산리 - 왕진리 - 인양리 - 대흥교 - 대흥리 - 장평초등학교 교차로
  - 장평면 장평초등학교 교차로 - 중추교 - 장평사거리 - 중추리 - 낙지리 - 낙지터널 (480m) - 지천리 - 지천교 - 지천사거리 - 작천교
  - 대치면 작천교 - 까치내유원지 - 작천리 - 제1장곡교 - 장곡교 - 장곡사입구 교차로 - 장곡리 - 광금리 - 탄정리 - 주정교 - 주정삼거리 - 대치면사무소 - 수정초등학교 - 탄정교 교차로 - 탄정교 - 탄정삼거리
  - 청양읍 교월삼거리 - 교월교 - 교월리 - 백천교 - 백천사거리 - 청양공설운동장 - 백천리
  - 운곡면 위라리 - 효제리 - 국제문화대학원대학교 - 후덕삼거리 - 후덕리 - 운곡정류소 - 신운곡교 - 운곡면사무소 - 운곡초등학교 - 영양리 - 미량리 - 광암리 - 광암교
- 예산군
  - 신양면 가지리 - 가지교 - 신양 나들목 - 만사리 - 만사교 - 칠성암삼거리 - 대덕리 - 신양면사무소 - 신양초등학교 - 신양삼거리 - 신양정류소 - 신양중학교 - 신양사거리 - 제2신양교 - 신양 교차로 - 제2불원교 - 불원 교차로 - 연리 교차로
  - 대술면 귀마 교차로 - 산정2교 - 대술 교차로 - 산정2교 - 대술중학교 - 대술면사무소 - 화천리 - 동촌삼거리 - 궐곡사거리 - 궐곡교 - 궐곡리 - 화산리 - 남은들고개
- 아산시
  - 도고면 남은들고개 - 농은리 - 화천리 - 도고초등학교 화천분교 (폐교) - 도산리 - 신유삼거리 - 신유리 - 도고중학교 - 시전교 - 도고초등학교 - 시전리 - 도고온천역 - 시전사거리 - 금산리 - 도고면사무소 - 도고온천초등학교 - 도고농공단지 - 신언리 - 신언리삼거리 - 구 도고온천역 (도고우체국) - 건널목삼거리 - 군덕교
  - 선장면 군덕교 - 신언 교차로 - 아산성심학교 - 군덕 교차로 - 국립종자원 충남지원 - 군덕리 - 선장사거리

## 중복 구간
- 논산시 노성면 장마루삼거리 ~ 공주시 탄천면 노티교 북단 : 지방도 제643호선과 중복
- 공주시 탄천면 진고개삼거리 ~ 탄천면삼거리 : 지방도 제799호선과 중복
- 공주시 탄천면 성리 교차로 ~ 부여군 부여읍 왕진 교차로 : 국도 제40호선과 중복
- 부여군 부여읍 저석 교차로 ~ 왕진 교차로 : 지방도 제651호선과 중복
- 청양군 청남면 중동교사거리 ~ 인양리 : 지방도 제625호선과 중복
- 청양군 장평면 장평초등학교 교차로 ~ 장평사거리 : 국도 제39호선과 중복
- 청양군 대치면 탄정 교차로 ~ 예산군 신양면 칠성암삼거리 : 국가지원지방도 제70호선과 중복
- 청양군 운곡면 효제리 ~ 후덕삼거리 : 국가지원지방도 제96호선과 중복
- 청양군 운곡면 미량리 ~ 광암리 : 지방도 제604호선과 중복
- 예산군 신양면 신양사거리 ~ 대술면 궐곡사거리 : 지방도 제616호선과 중복
- 예산군 신양면 신양 교차로 ~ 대술면 대술 교차로 : 국도 제32호선과 중복
- 예산군 대술면 대술 교차로 ~ 산정2교 동단 : 지방도 제618호선과 중복

## 도로명
- 계룡시 엄사면 유동삼거리 : 문화로
- 논산시 노성면 노성농협 ~ 장마루삼거리 : 노성로
- 논산시 노성면 장마루삼거리 ~ 공주시 탄천면 노티교 북단 : 장마루로
- 공주시 탄천면 노티교 북단 ~ 진고개삼거리 : 만마름길
- 공주시 탄천면 진고개삼거리 ~ 탄천면삼거리 : 금백로
- 공주시 탄천면 탄천면삼거리 ~ 성리 교차로 : 통산로
- 공주시 탄천면 성리 교차로 ~ 부여군 부여읍 왕진 교차로 : 백제문화로
- 부여군 부여읍 왕진 교차로 ~ 청양군 청남면 중동교사거리 : 왕진로
- 청양군 청남면 중동교사거리 ~ 장평초등학교 교차로 : 금강변로
- 청양군 장평면 장평초등학교 교차로 ~ 장평사거리 : 충의로
- 청양군 장평면 장평사거리 ~ 대치면 주정삼거리 : 까치내로
- 청양군 대치면 주정삼거리 ~ 청양읍 교월삼거리 : 칠갑산로
- 청양군 청양읍 교월삼거리 ~ 예산군 신양면 신양 교차로 : 청신로
- 예산군 신양면 신양 교차로 ~ 대술면 대술 교차로 : 차동로
- 예산군 대술면 대술 교차로 ~ 남은들고개 : 대술로
- 아산시 도고면 남은들고개 ~ 신언리삼거리 : 도고산로
- 아산시 도고면 신언리삼거리 ~ 선장면 선장사거리 : 아산만로